# Wilhelm Schäfer (homme politique)
Pour les articles homonymes, voir Schäfer.
Ne doit pas être confondu avec Wilhelm Schäfer (écrivain).
Karl Wilhelm Schäfer (né le 24 septembre 1896 à Francfort-sur-le-Main et mort le 17 juillet 1933 dans la même ville) est un homme politique allemand (NSDAP) et député du parlement de l'État populaire de Hesse (de) dans la République de Weimar.

## Famille et carrière
Wilhelm Schäfer est le fils de Karl Schäfer et de son épouse Maria Elisabeth, née Langbein. Il est marié à Dora, née Sander. Wilhelm Schäfer termine ses études en tant que professeur de commerce qualifié et travaille comme conseiller juridique à Offenbach-sur-le-Main.

## Politique
Wilhelm Schäfer est le chef du district du NSDAP dans l'arrondissement d'Offenbach (de). De 1931 à 1932, il est député du parlement d'État. Le 17 juillet 1933, il est retrouvé assassiné dans la forêt de la ville de Francfort (de).
Schäfer quitte le NSDAP après un conflit interne avec Werner Best et le 25 novembre 1931, les documents de Boxheim rédigés par Best sont transmis à la police. La police de Hesse (de), qui relève du ministre social-démocrate de l'Intérieur Wilhelm Leuschner, ouvre une enquête contre Best et en informé la presse. Schäfer lui-même participe aux délibérations au Boxheimer Hof près de Lampertheim.
L'origine du conflit interne au parti est l'accusation selon laquelle il aurait fourni de fausses informations dans son CV. Best fait pression sur lui pour qu'il démissionne de son mandat au Parlement d'État ; son appartement est perquisitionné par des membres des SA.
Peu de temps après l'arrivée au pouvoir des nationaux-socialistes, Schäfer est arrêté dans la nuit du 17 juillet 1933 et assassiné par quatre coups de revolver dans la forêt de Francfort. Il est évident que Best est le commanditaire, mais il est acquitté en juillet 1950 faute de preuves.